# Tabanus rufipes
Tabanus rufipes är en tvåvingeart som beskrevs av Palisot de Beauvois 1806. Tabanus rufipes ingår i släktet Tabanus och familjen bromsar. Inga underarter finns listade i Catalogue of Life.